# Condado de Arcentales
El condado de Arcentales es un título nobiliario español creado el 21 de mayo de 1894 por el rey Alfonso XIII, a favor de Luis del Arco y Mariátegui, diputado a Cortes, etc.

## Denominación

Escudo de Arcentales, provincia de Vizcaya.

Su denominación hace referencia al municipio de Arcentales, en la provincia de Vizcaya.

## Condes de Arcentales
|                           | Titular                                | Periodo                   |
| Creación por Alfonso XIII | Creación por Alfonso XIII              | Creación por Alfonso XIII |
| ------------------------- | -------------------------------------- | ------------------------- |
| I                         | Luis del Arco y Mariátegui             | 1894-1901                 |
| II                        | Luis del Arco y Vizmanos               | 1901-1912                 |
| III                       | José Antonio del Arco y Cubas          | 1912-1955                 |
| IV                        | María de la Piedad del Arco y Figueroa | 1955-2005                 |
| V                         | Joaquín Ignacio Londáiz y Mencos       | 2005-2006                 |
| VI                        | Ignacio Londáiz y Montiel              | 2006-actual titular       |

## Historia de los condes de Arcentales
- Luis del Arco y Mariátegui, I conde de Arcentales.

1. Casó con Matilde Vizmanos y Bourbaki. Le sucedió su hijo:

- Luis del Arco y Vizmanos (1864-1912), II conde de Arcentales.

1. Casó con María Consuelo de Cubas y Erice, condesa pontificia de Santa María de la Sisla. Le sucedió su hijo:

- José Antonio del Arco y Cubas (1899-1955), III conde de Arcentales. Mayordomo de semana del Rey Alfonso XIII.

1. Casó con Piedad de Figueroa y Bermejillo. Le sucedió su hija:

- María de la Piedad del Arco y Figueroa, IV condesa de Arcentales.

1. Casó con Julián Berriatúa Alzugaray, sin descendientes. Le sucedió, de María del Pilar del Arco y Cubas, hermana del III conde de Arcentales, que había casado con Joaquín Ignacio Mencos y Bernaldo de Quirós, II marqués de Eslava, X conde de Guenduláin, VII conde del Vado, XI barón de Bigüezal, que tuvieron por hija a María del Pilar Mencos y del Arco, III marquesa de Eslava (en este título le sucedió su hijo Luis Fernando Londáiz Mencos), XI condesa de Guenduláin, VIII condesa del Vado (en este Título le sucedió su hija Fuencisla Londáiz Mencos), XII baronesa de Bigüezal, que casó con Rafael Londáiz y de la Plaza, el hijo de éstos, como sobrino nieto del tercer conde de Arcentales, por tanto primo segundo de la IV condesa de Arcentales:

- Joaquín Ignacio Londáiz y Mencos, XII conde de Guenduláin, V conde de Arcentales, XIII barón de Bigüezal.

1. Casó con Victoria Montiel y Allendesalazar. Le sucedieron, por distribución, su hijos:

- Ignacio Londáiz y Montiel (1981-), VI conde de Arcentales, hermano de Francisco Javier Londáiz y Montiel, XIV barón de Bigüezal (2004-).